# 馬雷斯科角

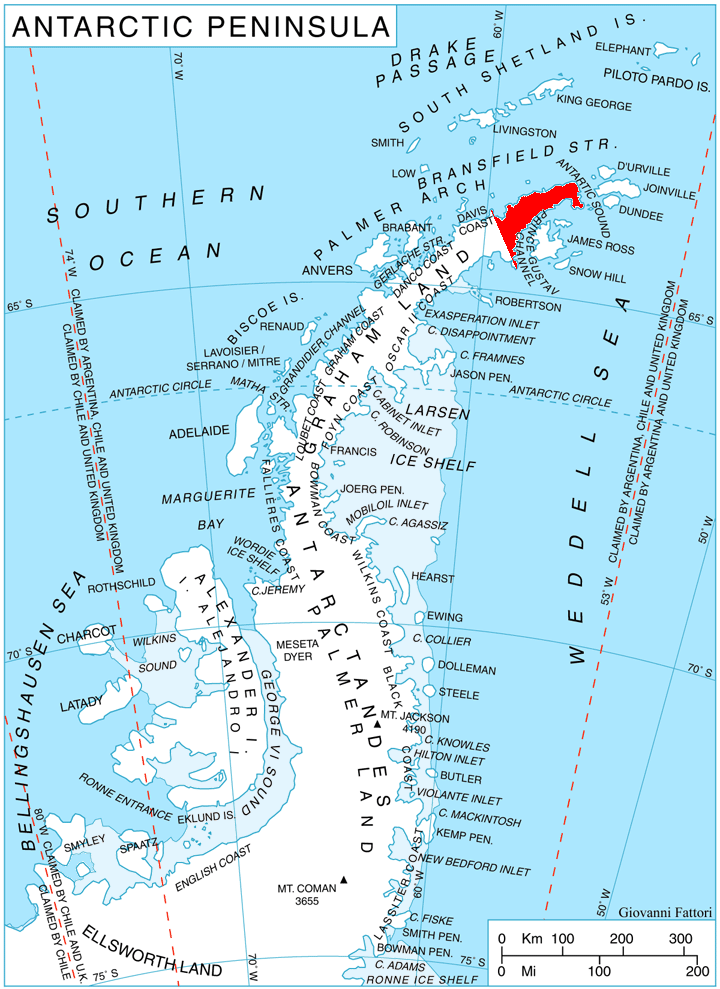

63°29′S 58°35′W / 63.483°S 58.583°W
馬雷斯科角（英語：Marescot Point）是南極洲的海岬，位於葛拉漢地的特里尼蒂半島，處於塔納龍角以東5公里，以美國海軍少尉命名，由南極條約體系管理。

## 外部連結
- Trinity Peninsula. Scale 1:250000 topographic map No. 5697. Institut für Angewandte Geodäsie and British Antarctic Survey, 1996.